# Nossa Senhora do Livramento
Nossa Senhora do Livramento är en kommun i Brasilien.   Den ligger i delstaten Mato Grosso, i den centrala delen av landet, 900 km väster om huvudstaden Brasília. Antalet invånare är 11 592.
Omgivningarna runt Nossa Senhora do Livramento är huvudsakligen savann. Runt Nossa Senhora do Livramento är det mycket glesbefolkat, med 6 invånare per kvadratkilometer.